# Idioma mayi-kulan
El idioma Mayi-Kulan es un idioma extinto de la rama de lenguas mayábicas hablado antiguamente en la península del cabo York de Queensland, Australia.
Mayi-Kulan y sus dialectos pueden ser dialectos del idioma ngawun/Wunumara.